# Gedža
Gexhë en albanais et Gedža en serbe latin (en serbe cyrillique : Геџа) est une localité du Kosovo située dans la commune/municipalité de Rahovec/Orahovac et dans le district de Prizren/Prizren. Selon le recensement de 2011, elle compte 660 habitants.
Selon le découpage administratif du Kosovo, la localité fait partie du district de Gjakovë/Đakovica.

## Démographie

### Évolution historique de la population dans la localité
| 1948 | 1953 | 1961 | 1971 | 1981 | 1991 | 2011 |
| ---- | ---- | ---- | ---- | ---- | ---- | ---- |
| 292  | 334  | 396  | 423  | 480  | 557  | 660  |

|  |

### Répartition de la population par nationalités (2011)
En 2011, les Albanais représentaient 97,72 % de la population.